# Kamionka (gmina)
Pour les articles homonymes, voir Kamionka.
Kamionka est une gmina rurale (gmina wiejska) de la powiat de Lubartów, dans la Voïvodie de Lublin, dans l'est de la Pologne.
Son siège administratif (chef-lieu) est le village de Kamionka, qui se situe environ 10 kilomètres (km) à l'ouest de Lubartów (siège du powiat) et 26 kilomètres au nord de la capitale régionale Lublin (capitale de la voïvodie).
La gmina couvre une superficie de 111,85 km2 pour une population de 6 433 habitants en 2006.

## Histoire
De 1975 à 1998, la gmina est attachée administrativement à l'ancienne Voïvodie de Lublin.

Depuis 1999, elle fait partie de la nouvelle voïvodie de Lublin.

## Géographie
La gmina inclut les villages (sołectwa) de:

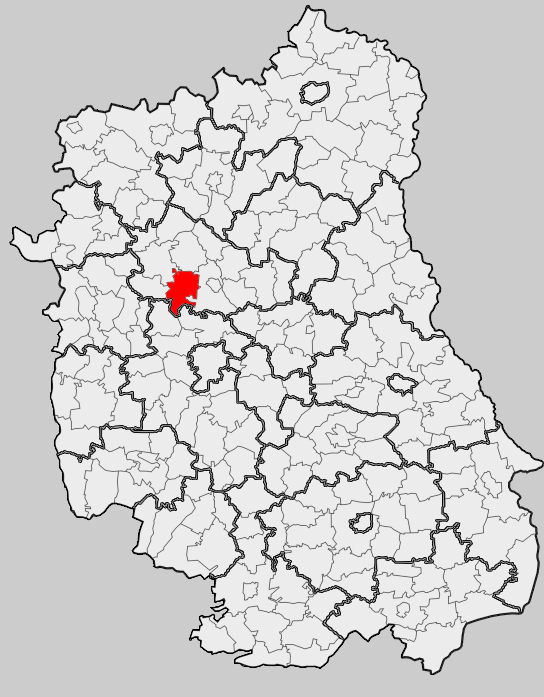
Position de la gmina dans la voïvodie

- Amelin
- Biadaczka
- Bratnik
- Ciemno
- Dąbrówka
- Kamionka
- Kierzkówka
- Kierzkówka-Kolonia
- Kozłówka
- Rudka Gołębska
- Samoklęski
- Samoklęski-Kolonia
- Siedliska
- Stanisławów Duży
- Starościn
- Syry
- Wólka Krasienińska
- Zofian

### Gminy voisines
La gmina de Kamionka est voisine des gminy de:
- Abramów
- Firlej
- Garbów
- Lubartów
- Michów
- Niemce